# Universiteit van Macerata
De Universiteit van Macerata (Italiaans: Università degli Studi di Macerata) is een Italiaanse universiteit in Macerata. De universiteit werd in 1290 opgericht en bestaat uit zes faculteiten.

## Organisatie
De universiteit omvat zes faculteiten:
- Faculteit der communicatiewetenschap
- Faculteit der letteren en filosofie
- Faculteit der rechtsgeleerdheid
- Faculteit der economie
- Faculteit der politieke wetenschappen
- Faculteit der onderwijs